# R Північної Корони
R Північної Корони (R Coronae Borealis, R CrB) — маломасивна жовта зоря-надгігант у сузір'ї Північної Корони. Вона є прототипом класу змінних зір типу R Північної Корони, які через нерегулярні проміжки часу згасають на кілька зоряних величин. Сама R Північної Корони зазвичай сяє приблизно із 6-ю зоряною величиною (це межа видимості неозброєним оком), але з інтервалами від кількох місяців до багатьох років тьмяніє аж до 15-ї зоряної величини. Затим протягом наступних місяців вона поступово повертається до своєї нормальної яскравості, через що й дістала прізвисько «зворотна наднова», на честь поширенішого типу зір, які швидко збільшують яскравість перед згасанням.

## Номенклатура
R Північної Корони — слабка зоря, ледь видима неозброєним оком, але власної назви вона не має. Йоганн Баєр не дав їй грецького літерного позначення, хоча позначив її на карті. Джон Флемстид пронумерував усі зорі, позначені Баєром, але не додав жодних додаткових позначень для слабших зір, тому R Північної Корони не з'являється в жодному з цих двох каталогів.
У момент відкриття зорю описали просто як «змінна в Північній Короні». Пізніше її стали називати Variabilis Coronae — тобто «Змінна (зоря) Корони (Північної)». Її також називали «зворотною новою» через її «звичку» зникати з поля зору. Позначення змінної зорі R Північної Корони ввів як «Coronae R» Фрідріх-Вільгельм Аргеландер у 1850 році.

## Змінність

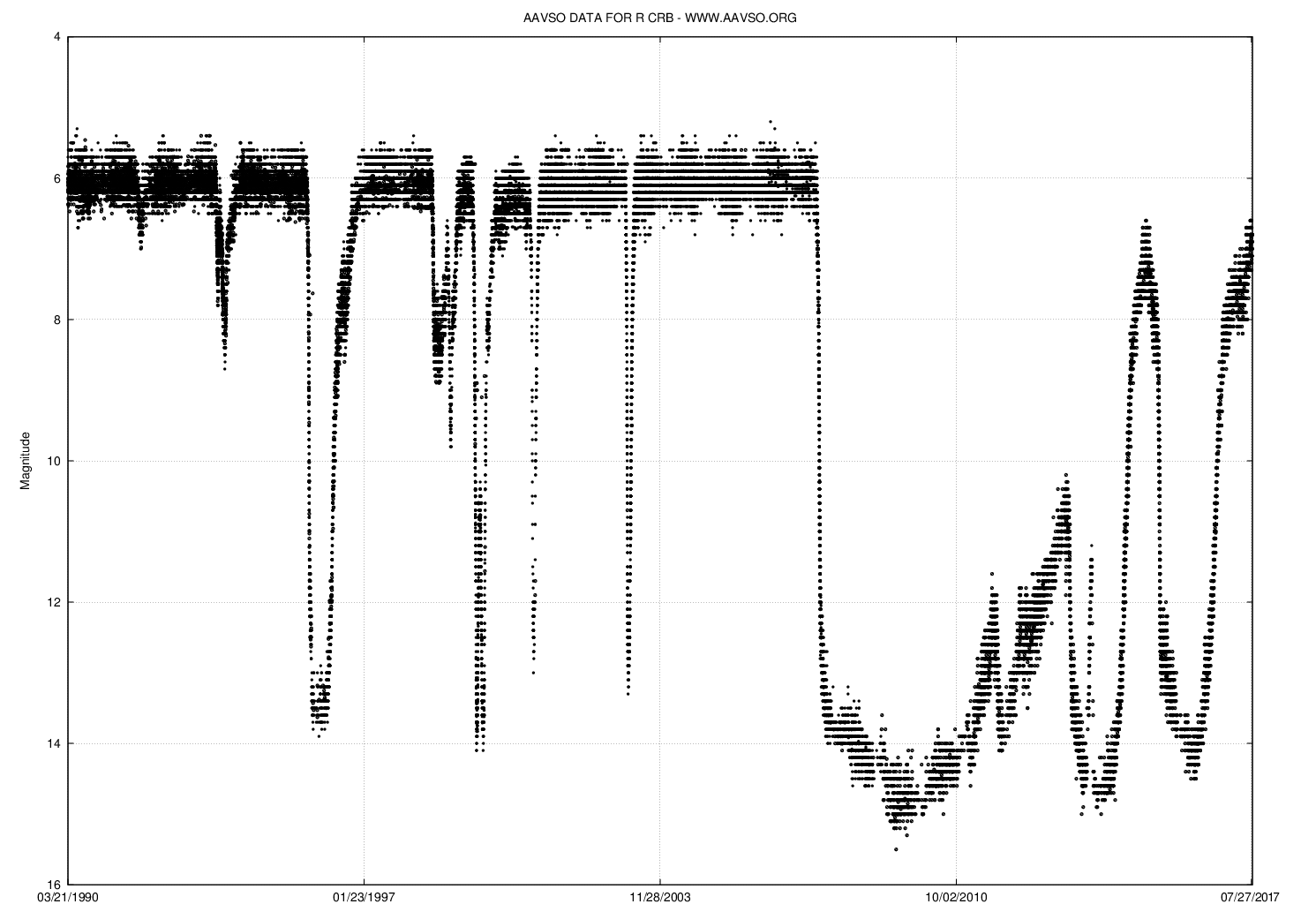
Крива блиску R Північної Корони з 1990 по 2017 рік, на якій видно безпрецедентно глибокий мінімум.

Змінність R Північної Корони помітив англійський астроном Едвард Піґотт у 1795 році. У 1935 році вона стала першою зорею, для якої за допомогою спектрального аналізу була доведена відмінність її хімічного складу від хімічного складу Сонця.
R Північної Корони є прототипом класу зір — змінних типу R Північної Корони. Це одна з двох зір цього типу, достатньо яскравих, щоб їх можна було побачити неозброєним оком (друга — RY Стрільця). Більшу частину часу її яскравість варіює близько 10-ї зоряної величини з погано визначеними періодами, які, як повідомлялося, становлять 40 і 51 день. Вони відповідають першому обертону та фундаментальному режиму радіальної пульсації для екстремальної гелієвої зорі трохи з масою менше однієї маси Сонця (М☉).
Маючи звичайну яскравість близько 6-ї зоряної величини, R Північної Корони з нерегулярними інтервалами тривалістю кілька років або десятиліть згасає на місяці, а іноді й роки. Чіткого мінімуму немає, але у видимому світлі зоря може слабшати аж до 15-ї зоряної величини і навіть більше. На хвилях більших довжин згасання менш виражене. Зазвичай зоря починає повертатися до максимальної яскравості майже одразу після мінімуму, хоча іноді підйом переривається черговим спадом. Вважається, що причиною такої поведінки є регулярне накопичення вуглецевого пилу в атмосфері зорі. Раптове падіння яскравості може бути спричинене швидкою конденсацією багатого на вуглець пилу, схожого на сажу, у результаті чого більша частина світла зорі блокується. Поступове відновлення до нормальної яскравості відбувається внаслідок розсіювання пилу під дією світлового тиску.
У серпні 2007 року R Північної Корони почала згасати й досягла безпрецедентного мінімуму. За 33 дні її яскравість впала до 14-ї зоряної величини, потім продовжувала знижуватися далі повільніше, опустившись у червні 2009 року нижче 15-ї зоряної величини. Потім почалося таке ж повільне зростання, яке тривало до кінця 2011 року і завершилося досягненням 12-ї зоряної величини. Це був незвично глибокий і надзвичайно тривалий мінімум, довший навіть за найглибший п'ятирічний мінімум, який спостерігався у 1962—1967 роках. Потім зоря знову потьмяніла до майже 15-ї зоряної величини, а станом на серпень 2014 року була нижче 10-ї зоряної величини вже впродовж 7 років. Наприкінці 2014 року вона швидко пояскравішала до 7-ї зоряної величини, але потім знову почала згасати. До середини 2017 року вона протягом десяти років була нижчою за свою «нормальну» яскравість. Вона також досягла нового рекорду слабкості — 15,2 зоряної величини.

## Спектр
R Північної Корони за максимальної яскравості має спектр жовтого надгіганта пізнього класу F або раннього класу G, але з помітними особливостями. Лінії водню слабкі або відсутні, тоді як лінії вуглецю і молекулярні смуги ціану (CN) і C2 надзвичайно потужні. Також присутні лінії гелію та металів, як-от кальцій. Спектр мінливий, що особливо помітно під час періодів спаду яскравості. Звичайний спектр поглинання замінюється лініями випромінювання, особливо HeI, CaII, NaI та інших металів. На цій стадії лінії зазвичай дуже вузькі. Лінії випромінювання гелію іноді показують профілі P Лебедя. Під час глибоких мінімумів багато ліній металів зникають, хоча дублет Ca залишається сильним. Іноді можна виявити заборонені «небулярні» лінії [OI], [OII] та [NII].
Спектр у максимумі вказує на те, що водень у R Північної Корони майже вичерпано: домінуючим елементом є гелій, крім того, спостерігається значна кількість вуглецю. У мінімумі спектр демонструє розвиток вуглецевих хмар, які затуляють фотосферу, часом залишаючи видимими лінії хромосфери.

## Властивості

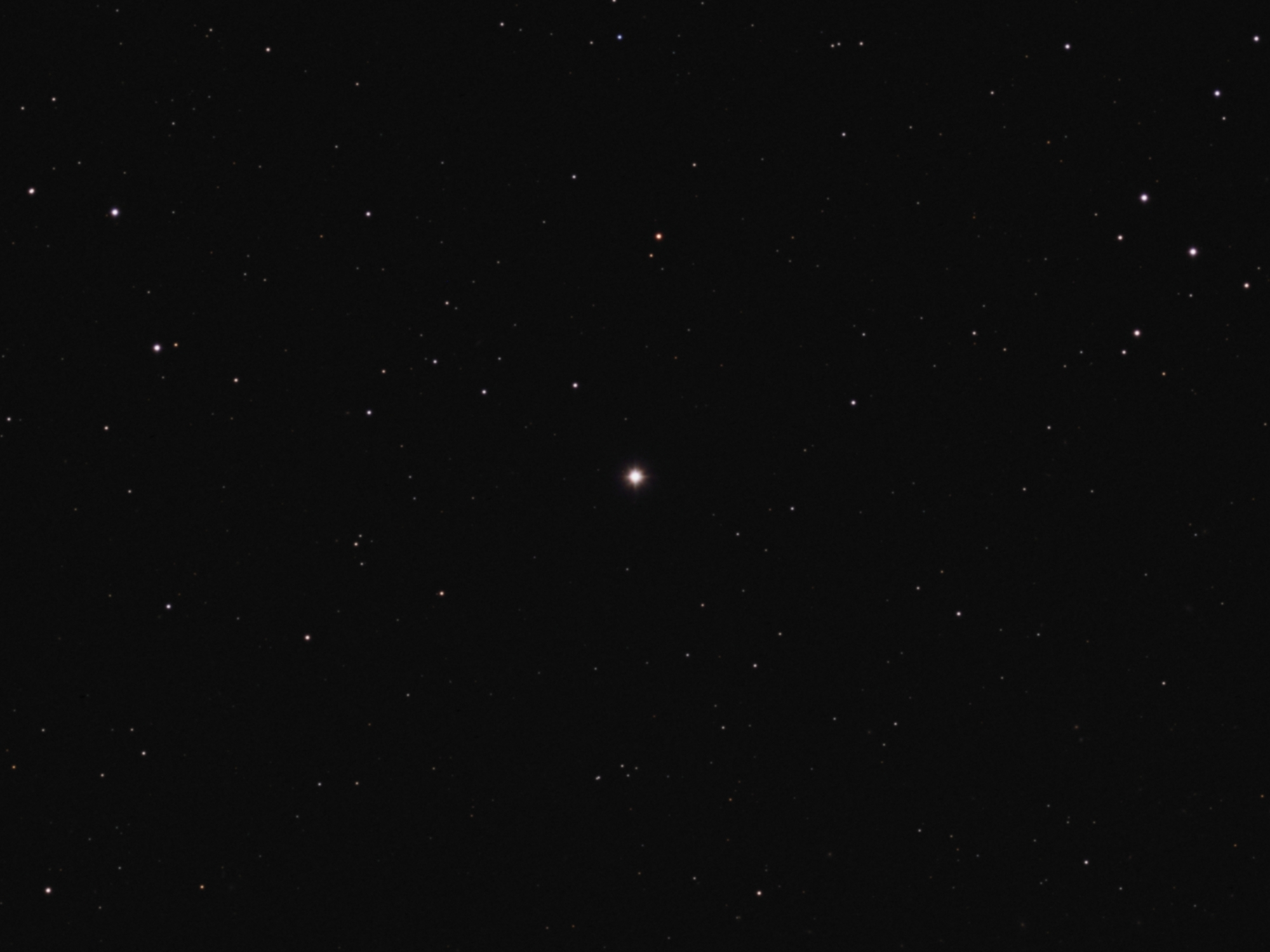
R Північної Корони у видимому світлі

R Північної Корони приблизно на 90 % складається з гелію і менш ніж на 1 % — з водню, переважна частина решти — вуглець. З огляду на це зорю класифікують як екстремальну гелієву зорю з підвищеним вмістом вуглецю. Моделювання пульсацій вказує на те, що маса зорі становить 0,8—0,9 маси Сонця (M☉). Температура в максимумі досить добре відома — 6900 K і, схоже, під час згасання вона зменшується через те, що фотосфера затуляється сконденсованим пилом.
Відстань до R Північної Корони точно не відома, але з огляду на припущення щодо її внутрішньої яскравості вона оцінюється в 1,4 кілопарсека. Абсолютна зоряна величина −5 розрахована шляхом порівняння R Північної Корони зі змінними зорями у Великій Магеллановій Хмарі, відстані до яких відомі досить точно. Світність зорі оцінюється за моделями гелієвих зір у 19 000 яскравостей Сонця (L☉), а її радіус становить близько 100 радіусів Сонця (R☉). Дані, отримані за допомогою космічного телескопа Gaia, також вказують на те, що відстань до R Північної Корони дорівнює 1,4 кпк, хоча й зі значною похибкою.
На відстані 3 кутові секунди від R Північної Корони є тьмяніша зоря; вважається, що це далекий карлик спектрального класу K. Його колір і видима зоряна величина не узгоджуються з тим, що вона розташована на тій самій відстані, що й R Північної Корони, тому вважається, що вони гравітаційно не пов'язані.

## Утворення
Існують дві основні моделі утворення R Північної Корони: злиття двох білих карликів або дуже пізній гелієвий спалах у зорі, що утворилася після проходження так званої асимптотичної гілки гігантів на діаграмі Герцшпрунга — Рассела (AGB-зорі). Моделі пост-AGB-зір показують, що зоря з такими характеристиками, як R Північної Корони, мала б мати масу близько 0,6 M☉, тому вважається, що вона утворилася внаслідок злиття вуглецево-кисневого білого карлика та гелієвого білого карлика. Моделлю злиття складно пояснити значну кількість літію в атмосфері зорі, але це природний наслідок пізнього гелієвого спалаху. Еволюційні моделі пост-AGB-зір дають для R Північної Корони масу 0,66 M☉, але зі значною похибкою.

## Навколозоряний матеріал
На прямому зображенні, зробленому за допомогою космічного телескопа Габбл, видно великі хмари пилу в радіусі близько 2000 астрономічних одиниць від R Північної Корони, що вказує на наявність потоку дрібного пилу, що складається із зерен розміром близько 5 нм і пов'язаний із зоряним вітром зорі, а також грубого пилу, що складається із зерен діаметром близько 0,14 мкм і періодично викидається зорею. Затьмарення, схоже, відбувається ближче до зорі, коли хмари вуглецю конденсуються в зонах ударних поштовхів у фронті, що розширюється. «Пухирі» пилу, викинуті зорею, конденсуються на відстані близько 85 R☉ від її поверхні, і їх видно як кометні вузли, коли вони розташовані збоку від зорі. Існує також оболонка масою 2 М☉ і шириною близько 4 пк, що містить пил із температурою 25 K, яка може бути викопною планетарною туманністю.